# Charles W. Clark
Charles William Clark (Van Wert, 15 ottobre 1865 – Chicago, 4 agosto 1925) è stato un baritono statunitense.
Fu considerato come uno dei più grandi baritoni di tutti i tempi e il primo baritono statunitense a diventare famoso in Europa. Cantò con grande successo nei maggiori teatri d'Europa e d'America, ricoprendo diversi ruoli nei repertori italiani, francesi e tedeschi, dal lirico al drammatico.

## Biografia
Studiò canto a Chicago con il maestro Frederick W. Root e in seguito a Londra presso la Royal Academy of Music sotto la direzione di Alberto Randegger e George Henschel. Successivamente studiò a Monaco di Baviera con Eugen Gura.
Nel 1902 si stabilì a Parigi, esordendo al Conservatorio nazionale di musica e danza, un onore che non era mai stato concesso ad un americano nei settanta anni precedenti.
Le sue tournée in Europa e in America ottennero grande successo: sei tour negli Stati Uniti, diversi in Germania, Inghilterra, Francia, Irlanda, Scozia, Italia e Portogallo. Cantò al Festival di Birmingham con la Liverpool Philharmonic Orchestra, l'Orchestra Hallé e le maggiori orchestre e filarmoniche del tempo. Solo a Londra partecipò a più di cinquanta concerti. Clark cantò accompagnato dai più famosi musicisti e virtuosi del suo tempo, come Claude Debussy, Pablo Casals, Ignacy Paderewski e Georg Schumann.
I critici dell'epoca hanno affermato che Clark possedeva una delle migliori voci da baritono che un cantante statunitense abbia avuto. Fu ammirato grazie alla sua voce bella e virile, il suo fraseggio e la chiara dizione. Come cantante wagneriano, Clark eccelleva. Il suo temperamento, il suo fervore drammatico, lo hanno reso naturale allo stile wagneriano. La sua voce aveva la potenza e la gamma del tipico cantante wagneriano, ma non aveva la durezza che è spesso associata alla rappresentazione wagneriana dei cantanti di allora e di oggi.
Clark fu capo del dipartimento vocale del Conservatorio Bush a Chicago, dove influenzò e guidò molti studenti.
Morì per un attacco di cuore il 4 agosto 1925.